# Araneus lechugalensis
Araneus lechugalensis este o specie de păianjeni din genul Araneus, familia Araneidae. A fost descrisă pentru prima dată de Keyserling, 1883.
Este endemică în Peru. Conform Catalogue of Life specia Araneus lechugalensis nu are subspecii cunoscute.